# DYNIX
DYNIX (DYNamic UniX) was een Unix-variant die ontwikkeld werd door Sequent Computer Systems. Het besturingssysteem was gebaseerd op 4.2BSD en werd aangepast om te draaien op Intel-gebaseerde SMP-hardware. In 1992 werd DYNIX opgevolgd door DYNIX/ptx, gebaseerd op UNIX System V.
IBM verwierf de rechten op DYNIX/ptx in 1999, toen het Sequent overnam voor $810 miljoen. Kort daarvoor had IBM Project Monterey opgestart, “om AIX te verenigen met het Dynix/ptx-besturingssysteem van Sequent en UnixWare.” In 2001 werd dit project vanwege de populariteit van Linux in alle stilte aan de kant geschoven.